# Кустоначи
Кустона̀чи (на италиански: Custonaci, на сицилиански Custunaci, Кустуначи) е градче и община в южна Италия, провинция Трапани, автономен регион и остров Сицилия. Разположена е на 186 m надморска височина. Населението на общината е 5449 души (към 2010 г.).